# Bor Golden Bears
I Bor Golden Bears sono una squadra di football americano di Bor, in Serbia, fondata nel 2009.

## Dettaglio stagioni

### Tackle

#### Tornei nazionali

##### Campionato

###### Prva Liga (primo livello)
| Stagione | regular season | regular season | regular season | regular season | regular season | regular season | playoff | playoff | playoff | playoff | playoff | playoff        | playoff      |
|          | Vin            | Par            | Per            | Tot            | PF             | PS             | Vin     | Per     | Tot     | PF      | PS      | risultato      | avversaria   |
| -------- | -------------- | -------------- | -------------- | -------------- | -------------- | -------------- | ------- | ------- | ------- | ------- | ------- | -------------- | ------------ |
| 2018     | 1              | 0              | 6              | 7              | 64             | 259            | 1       | 0       | 1       | 28      | 21      | Non retrocessi | Klek Knights |
| Totale   | 1              | 0              | 6              | 7              | 64             | 259            | 1       | 0       | 1       | 28      | 21      |                |              |

Fonti: Enciclopedia del Football - A cura di Roberto Mezzetti

###### Prva Liga (secondo livello)/Druga Liga
| Stagione | regular season | regular season | regular season | regular season | regular season | regular season | playoff | playoff | playoff | playoff | playoff | playoff    | playoff          |
|          | Vin            | Par            | Per            | Tot            | PF             | PS             | Vin     | Per     | Tot     | PF      | PS      | risultato  | avversaria       |
| -------- | -------------- | -------------- | -------------- | -------------- | -------------- | -------------- | ------- | ------- | ------- | ------- | ------- | ---------- | ---------------- |
| 2013     | 0              | 0              | 5              | 5              | 28             | 348            | -       | -       | -       | -       | -       | -          | -                |
| 2014     | 2              | 0              | 3              | 5              | 77             | 169            | -       | -       | -       | -       | -       | -          | -                |
| 2015     | 0              | 0              | 5              | 5              | 46             | 164            | -       | -       | -       | -       | -       | Retrocessi | -                |
| 2017     | 3              | 0              | 2              | 5              | 83             | 36             | -       | -       | -       | -       | -       | -          | -                |
| 2020     | 1              | 0              | 2              | 3              | 91             | 132            | 0       | 1       | 1       | 0       | 35      | Wild Card  | Kikinda Mammoths |
| Totale   | 6              | 0              | 17             | 23             | 325            | 849            | 0       | 1       | 1       | 0       | 35      |            |                  |

Fonti: Enciclopedia del Football - A cura di Roberto Mezzetti

###### Treća Liga
| Stagione | regular season | regular season | regular season | regular season | regular season | regular season | playoff | playoff | playoff | playoff | playoff | playoff    | playoff     |
|          | Vin            | Par            | Per            | Tot            | PF             | PS             | Vin     | Per     | Tot     | PF      | PS      | risultato  | avversaria  |
| -------- | -------------- | -------------- | -------------- | -------------- | -------------- | -------------- | ------- | ------- | ------- | ------- | ------- | ---------- | ----------- |
| 2016     | 2              | 0              | 1              | 3              | 52             | 55             | 1       | 1       | 2       | 48      | 40      | Semifinale | Sofia Bears |
| Totale   | 2              | 0              | 1              | 3              | 52             | 55             | 1       | 1       | 2       | 48      | 40      |            |             |

Fonti: Enciclopedia del Football - A cura di Roberto Mezzetti

### Flag

#### Seniorska Fleg Liga
| Stagione | regular season | regular season | regular season | regular season | regular season | regular season | playoff | playoff | playoff | playoff | playoff | playoff     | playoff    |
|          | Vin            | Par            | Per            | Tot            | PF             | PS             | Vin     | Per     | Tot     | PF      | PS      | risultato   | avversaria |
| -------- | -------------- | -------------- | -------------- | -------------- | -------------- | -------------- | ------- | ------- | ------- | ------- | ------- | ----------- | ---------- |
| 2015     | 6              | 0              | 0              | 6              | 220            | 60             | 0       | 2       | 2       | 41      | 73      | Terzo posto | -          |
| 2016     | 5              | 0              | 1              | 6              | 228            | 162            | -       | -       | -       | -       | -       | -           | -          |
| Totale   | 11             | 0              | 1              | 12             | 448            | 222            | 0       | 2       | 2       | 41      | 73      |             |            |

Fonti: Enciclopedia del Football - A cura di Roberto Mezzetti

#### Ženska Fleg Liga
| Stagione | regular season | regular season | regular season | regular season | regular season | regular season | playoff | playoff | playoff | playoff | playoff | playoff   | playoff    |
|          | Vin            | Par            | Per            | Tot            | PF             | PS             | Vin     | Per     | Tot     | PF      | PS      | risultato | avversaria |
| -------- | -------------- | -------------- | -------------- | -------------- | -------------- | -------------- | ------- | ------- | ------- | ------- | ------- | --------- | ---------- |
| 2015     | 0              | 0              | 6              | 6              | 61             | 293            | -       | -       | -       | -       | -       | -         | -          |
| 2016     | 1              | 0              | 5              | 6              | 46             | 211            | -       | -       | -       | -       | -       | -         | -          |
| Totale   | 1              | 0              | 11             | 12             | 107            | 504            | -       | -       | -       | -       | -       |           |            |

Fonti: Enciclopedia del Football - A cura di Roberto Mezzetti

#### Pionirska Fleg Liga
| Stagione | regular season | regular season | regular season | regular season | regular season | regular season | playoff | playoff | playoff | playoff | playoff | playoff   | playoff    |
|          | Vin            | Par            | Per            | Tot            | PF             | PS             | Vin     | Per     | Tot     | PF      | PS      | risultato | avversaria |
| -------- | -------------- | -------------- | -------------- | -------------- | -------------- | -------------- | ------- | ------- | ------- | ------- | ------- | --------- | ---------- |
| 2015     | 1              | 0              | 5              | 6              | 120            | 219            | -       | -       | -       | -       | -       | -         | -          |
| 2016     | 0              | 0              | 12             | 12             | 100            | 467            | -       | -       | -       | -       | -       | -         | -          |
| Totale   | 1              | 0              | 17             | 18             | 220            | 686            | -       | -       | -       | -       | -       |           |            |

Fonti: Enciclopedia del Football - A cura di Roberto Mezzetti

### Riepilogo fasi finali disputate
| Anno            | Luogo    | Evento     | Fase del torneo         | Incontro                            | Risultato     |
| 10 luglio 2016  | Kraljevo | Treća Liga | Semifinale              | Sofia Bears - Bor Golden Bears      | 28 - 12       |
| 1º luglio 2018  |          | Prva Liga  | Spareggio retrocessione | Bor Golden Bears - Klek Knights     | 28 - 21       |
| 31 ottobre 2020 |          | Druga Liga | Wild Card               | Kikinda Mammoths - Bor Golden Bears | 35 - 0 d.g.s. |